# ذا فويس كيدز: أحلى صوت
ذا فويس كيدز (بالإنجليزية: The voice kids) هو النسخة المخصصة للأطفال بين 7 و14 سنة من برنامج ذا فويس أحلى صوت، عُرِض موسمه الأول بداية من 2 يناير 2016، وفازت بلقبه اللبنانية لين الحايك. فيما انطلق الموسم الثاني في 2 ديسمبر 2017 وذلك بسبب تأجيل الموسم الرابع من ذا فويس. مع الإبقاء على نفس مدربي الموسم الأول، وفاز به المغربي حمزة لبيض وعرض موسمه الثالث يوم 4 يناير 2020 وفاز بلقبه السوري محمد اسلام الرميح.

## نظام البرنامج
على منوال ذا فويس أحلى صوت، يقف المشتركون على المسرح لأول مرة والحكام يستديرون للجمهور ويشرع الطفل في الغناء، ففي حال لف له مدرب واحد فينظم تلقائيا لفريقه، وفي حال لف له أكثر من مدرب فالقرار يعود للمشترك وحده يختار لمن ينظم.
وبعد أن تكتمل فرق المدربين الثلاثة المكون من 15 صوت، تنطلق مرحلة المواجهة فبحيث تقام مواجهات ثلاثية داخل كل فريق، والمدرب يختار مشترك وحيد من كل مواجهة لينتقل معه إلى حلقة الsing off.
يتأهل 5 مشتركين من كل فريق إلى مرحلة المواجهة الأخيرة، حيث يختار كل مدرب مشتركين اثنين ليصعد بهم إلى المرحلة النهائية المباشرة.
يؤدي كل مشترك في مرحلة المرحلة النهائية أغنية منفردة ثم أغينة مع زميله في الفريق ومدربه، ثم يصوت الجمهور على مشترك من كل فريق للتأهل إلى المرحلة الثانية من النهائي، حيث يؤدي كل مشترك أغنية واحدة ويعود الجمهور للتصويت ويحسم بطل النسخة.

## المقدمين
| المقدمين | المقدمين   | المقدمين     |
| المواسم  | العروض     | الكواليس     |
| -------- | ---------- | ------------ |
| الموسم 1 | إيميه صياح | مؤمن نور     |
| الموسم 2 | ناردين فرج | بدر ال زيدان |

## المدربين
فريق المدربين في البرنامج مؤلف من ثلاثة من أبرز نجوم الغناء في العالم العربي هم (مرتبين حسب جلوسهم في المسرح بدءا من اليسار إلى اليمين):
| المدربين | المدربين   | المدربين    | المدربين     |
| -------- | ---------- | ----------- | ------------ |
| الموسم 1 | تامر حسني  | نانسي عجرم  | كاظم الساهر  |
| الموسم 2 | تامر حسني  | نانسي عجرم  | كاظم الساهر  |
| الموسم 3 | محمد حماقي | نانسي عجرم  | عاصي الحلاني |
| الموسم 4 | محمد حماقي | إيهاب توفيق | حمادة هلال   |

الموسم الأول
- فريق نانسي :زين عبيد
- فريق تامر :امير عموري
- فريق كاظم :لين الحايك (الفائزة في الموسم الأول)

الموسم الثاني
- فريق نانسي :لجي المسرحي
- فريق تامر :أشرقت احمد
- فريق كاظم :حمزة لبيض (الفائز في الموسم الثاني)

الموسم الثالث
- فريق نانسي :محمد اسلام رميح (الفائز في الموسم الثالث)
- فريق حماقي :ياسمين أسامة
- فريق عاصي :محمد إبراهيم

ملاحظة: تغير المدربين في الموسم الثالث ذهب تامر وكاظم وأتى كل من عاصي الحلاني ومحمد حماقي وبقيت نانسي

## ملخص المواسم
| المواسم     | الموسم الأول                                                       | الموسم الثاني                                                      |
| ----------- | ------------------------------------------------------------------ | ------------------------------------------------------------------ |
| تقديم       | إيميه صياح                                                         | ناردين فرج                                                         |
| الكواليس    | مؤمن نور                                                           | بدر ال زيدان                                                       |
| المدربين    | تامر حسني                                                          | تامر حسني                                                          |
| المدربين    | نانسي عجرم                                                         |                                                                    |
| المدربين    | كاظم الساهر                                                        |                                                                    |
| الفائز      | لين الحايك                                                         | حمزة لبيض                                                          |
| القنوات     | إم بي سي 1 · إم بي سي 3 · إم بي سي مصر · المؤسسة اللبنانية للإرسال | إم بي سي 1 · إم بي سي 3 · إم بي سي مصر · المؤسسة اللبنانية للإرسال |
| تاريخ العرض | 2 يناير 2016                                                       | 2 ديسمبر 2017                                                      |
| تاريخ العرض | 5 مارس 2016                                                        | 3 فبراير 2018                                                      |